# Jorge Liberato Urosa Savino
Jorge Liberato Urosa Savino (Caracas, 28 augustus 1942 - aldaar, 23 september 2021) was een Venezolaans geestelijke en een kardinaal van de Rooms-Katholieke Kerk.
Urosa Savino studeerde aan het Collegio La Salle en aan het aartsdiocesaan seminarie, beide in Caracas en aan het St. Augustine's Seminary in Toronto, Canada. Aan de Pauselijke Gregoriaanse Universiteit in Rome promoveerde hij tot doctor in de dogmatische theologie. Hij werd op 15 augustus 1967 priester gewijd.
Urosa Savino doceerde hierna aan verschillende seminaries in Venezuela om vervolgens vicaris-generaal te worden van het aartsbisdom Caracas. Op 3 juli 1982 werd hij benoemd tot hulpbisschop van Caracas en tot titulair bisschop van Vegesela in Byzacena; zijn bisschopswijding vond plaats op 22 september 1982. Op 16 maart 1990 volgde zijn benoeming tot aartsbisschop van Valencia. Hij werd op 19 september 2005 benoemd tot aartsbisschop van Caracas.
Urosa Savino werd tijdens het consistorie van 24 maart 2006 kardinaal gecreëerd. Hij kreeg de rang van kardinaal-priester. Zijn titelkerk werd de Santa Maria ai Monti. Hij nam deel aan het conclaaf van 2013.
Urosa Savino ging op 9 juli 2018 met emeritaat. Hij werd op 27 augustus 2021 opgenomen in een ziekenhuis in Caracas. Daar werd COVID-19 bij hem vastgesteld.  Hij overleed 4 weken later op 79-jarige leeftijd.
- Gemeinsame Normdatei: 1241823561
- International Standard Name Identifier: 0000 0000 6191 3082
- Virtual International Authority File: 88676481
- WorldCat: E39PBJfrQKWHqQYQKdDtmvfKBP

1. ↑  (es) Fallece el cardenal venezolano Jorge Liberato Urosa Savino. San Diego Union-Tribune en Español (23 september 2021). Gearchiveerd op 27 september 2022.